# Musavat
Müsavat (celým názvem Müsavat Partiyası, česky Rovnost) je nejdéle existující politickou stranou v Ázerbájdžánu. Její historii lze dělit do tří úseků: raný (starý) Musavat, Musavat v exilu a nový Musavat. Fungovala v letech 1911 až 1923, roku 1989 byla obnovena. Jejím současným předsedou je İsa Qəmbər.

## Historie
Musavat byla založena roku 1911 v Baku v tehdejší Ruské říši pod jménem Muslimská demokratická strana rovnosti. Vznik inicioval Məhəmməd Əmin Rəsulzadə, jenž v té době pobýval istanbulském exilu. Před první světovou válkou disponovala minimální členskou základnou a působila v podzemí. Ačkoliv byla orientována panturkisticky, v první světové válce podporovala carský režim. Po svržení cara a založení Ázerbájdžánské demokratické republiky byla strana dominujícím politickým subjektem v nově nezávislém státě. Byla zaměřena nacionalisticky, socialisticky a sekulárně, Ázerbájdžán se i díky tomu v roce 1919 stal prvním islamismem ovlivněným státem, jenž zavedl volební právo žen. Poté, co byl Ázerbájdžán začleněn do Zakavkazské sovětské federativní socialistické republiky, byli přední představitelé strany nuceni emigrovat a snažit se ovlivňovat domácí dění z exilu. V Ázerbájdžánské SSR neměla strana nicméně takřka žádný význam.